# Дженесіо (Нью-Йорк)
Дженесіо (англ. Geneseo) — місто (англ. town) в США, в окрузі Лівінгстон штату Нью-Йорк. Населення — 10 234 особи (2020).

### Клімат
| Клімат : Дженесіо            | Клімат : Дженесіо | Клімат : Дженесіо | Клімат : Дженесіо | Клімат : Дженесіо | Клімат : Дженесіо | Клімат : Дженесіо | Клімат : Дженесіо | Клімат : Дженесіо | Клімат : Дженесіо | Клімат : Дженесіо | Клімат : Дженесіо | Клімат : Дженесіо | Клімат : Дженесіо |
| Показник                     | Січ.              | Лют.              | Бер.              | Квіт.             | Трав.             | Черв.             | Лип.              | Серп.             | Вер.              | Жовт.             | Лист.             | Груд.             | Рік               |
| Абсолютний максимум, °C      | 19,4              | 22,2              | 28,9              | 32,8              | 33,3              | 35,0              | 37,2              | 36,1              | 34,4              | 28,3              | 25,0              | 21,7              | 37,2              |
| Середній максимум, °C        | 0,0               | 1,1               | 5,6               | 12,8              | 20,0              | 25,0              | 27,2              | 26,1              | 21,7              | 15,6              | 8,9               | 2,8               | 14,0              |
| Середня температура, °C      | −4,4              | −3,3              | 1,1               | 7,8               | 14,4              | 18,9              | 21,7              | 20,6              | 16,7              | 10,6              | 4,4               | −1,1              | 8,4               |
| Середній мінімум, °C         | −8,9              | −8,9              | −4,4              | 1,1               | 7,2               | 12,8              | 15,0              | 13,9              | 10,0              | 3,9               | 0,0               | −5,6              | 3,1               |
| Абсолютний мінімум, °C       | −31,1             | −25               | −22,8             | −11,7             | −1,7              | 1,7               | 7,2               | 2,8               | −2,2              | −6,1              | −11,7             | −21,7             | −31,1             |
| Норма опадів, мм             | 40                | 36                | 56                | 63                | 76                | 95                | 96                | 81                | 81                | 65                | 62                | 49                | 801               |
| ---------------------------- | ----------------- | ----------------- | ----------------- | ----------------- | ----------------- | ----------------- | ----------------- | ----------------- | ----------------- | ----------------- | ----------------- | ----------------- | ----------------- |
| Джерело: The Weather Channel |                   |                   |                   |                   |                   |                   |                   |                   |                   |                   |                   |                   |                   |

## Демографія
Згідно з переписом 2010 року, у місті мешкали 10 483 особи в 3017 домогосподарствах у складі 1470 родин. Було 3294 помешкання
Расовий склад населення:
| - 90,5 % — білих - 4,3 % — азіатів - 2,0 % — чорних або афроамериканців - 0,2 % — корінних американців |

До двох чи більше рас належало 2,2 %. Частка іспаномовних становила 3,4 % від усіх жителів.
За віковим діапазоном населення розподілялося таким чином: 11,6 % — особи молодші 18 років, 77,9 % — особи у віці 18—64 років, 10,5 % — особи у віці 65 років та старші. Медіана віку мешканця становила 21,7 року. На 100 осіб жіночої статі у місті припадало 84,0 чоловіків;  на 100 жінок у віці від 18 років та старших — 82,2 чоловіків також старших 18 років.
Середній дохід на одне домашнє господарство  становив 64 799 доларів США (медіана — 44 263), а середній дохід на одну сім'ю — 91 671 долар (медіана — 79 383). Медіана доходів становила 51 025 доларів для чоловіків та 41 513 долари для жінок. За межею бідності перебувало 29,6 % осіб, у тому числі 16,5 % дітей у віці до 18 років та 6,6 % осіб у віці 65 років та старших.
Цивільне працевлаштоване населення становило 4171 особа. Основні галузі зайнятості: освіта, охорона здоров'я та соціальна допомога — 34,0 %, мистецтво, розваги та відпочинок — 17,7 %, роздрібна торгівля — 8,9 %, виробництво — 7,7 %.